# Восток (шлюп)
Шлюп «Восток» — парусный военный шлюп, корабль 1-й русской антарктической кругосветной экспедиции 1819—1821 годов под командованием Ф. Ф. Беллинсгаузена, открывшей Антарктиду (в составе экспедиции также был шлюп «Мирный»).

## История судна
Судно было спущено на воду со стапеля судоверфи Охтенского адмиралтейства в Санкт-Петербурге в 1818 году.
В июле 1819 года шлюп «Восток» под командованием капитана II ранга Ф. Ф. Беллинсгаузена, начальника кругосветной Антарктической экспедиции, и шлюп «Мирный» под командованием лейтенанта М. П. Лазарева вышли из Кронштадта и в январе следующего года достигли берегов Антарктиды. После ремонта в Порт Джексоне (Австралия) корабли исследовали тропическую часть Тихого океана, а затем вновь взяли курс на Антарктиду. 10 (22) января 1821 года шлюпы достигли самой южной точки: 69° 53' южной широты и 92° 19' западной долготы. 24 июля (5 августа) 1821 года, закончив труднейшее плавание, корабли прибыли в Кронштадт.
За 751 сутки они прошли 49 723 мили (около 92 300 км). Важнейшим итогом экспедиции стало открытие громадного шестого материка — Антарктиды. Помимо этого, на карту были нанесены 29 островов и выполнены сложные океанографические работы. В память об этом знаменательном плавании в России была выбита медаль.
В 1822 и 1823 использовался в качестве транспортного судна. 7 (19) ноября 1824 года во время шторма в Средней гавани Кронштадта сел на мель, а в 1828 году разобран на мели.

## Память
В честь шлюпа названы:
- атолл Восток в южной части островов Лайн (Полинезия), открытый во время экспедиции,
- остров в Антарктике,
- берег в Антарктиде,
- антарктическая научно-исследовательская станция «Восток» (в честь которой, в свою очередь, названо подледное озеро Восток),
- уступ на Меркурии (Vostok Rupes)[3],
- серия космических кораблей в СССР.

- В 1994 году Банком России, в серии «Первая русская антарктическая экспедиция», выпущена памятная монета Шлюп «Восток».
- 16 июля 2019 года в почтовое обращение вышли марки, посвящённые 200-летию со дня открытия Антарктиды. Шлюпы «Восток» и «Мирный». Дополнительно издан конверт первого дня и изготовлены штемпеля специального гашения для Москвы, Санкт-Петербурга и Пензы, а также художественная обложка, внутри — блок, виньетка и конверт первого дня с гашением для Москвы, немаркированные карточки.

В филателии и нумизматике
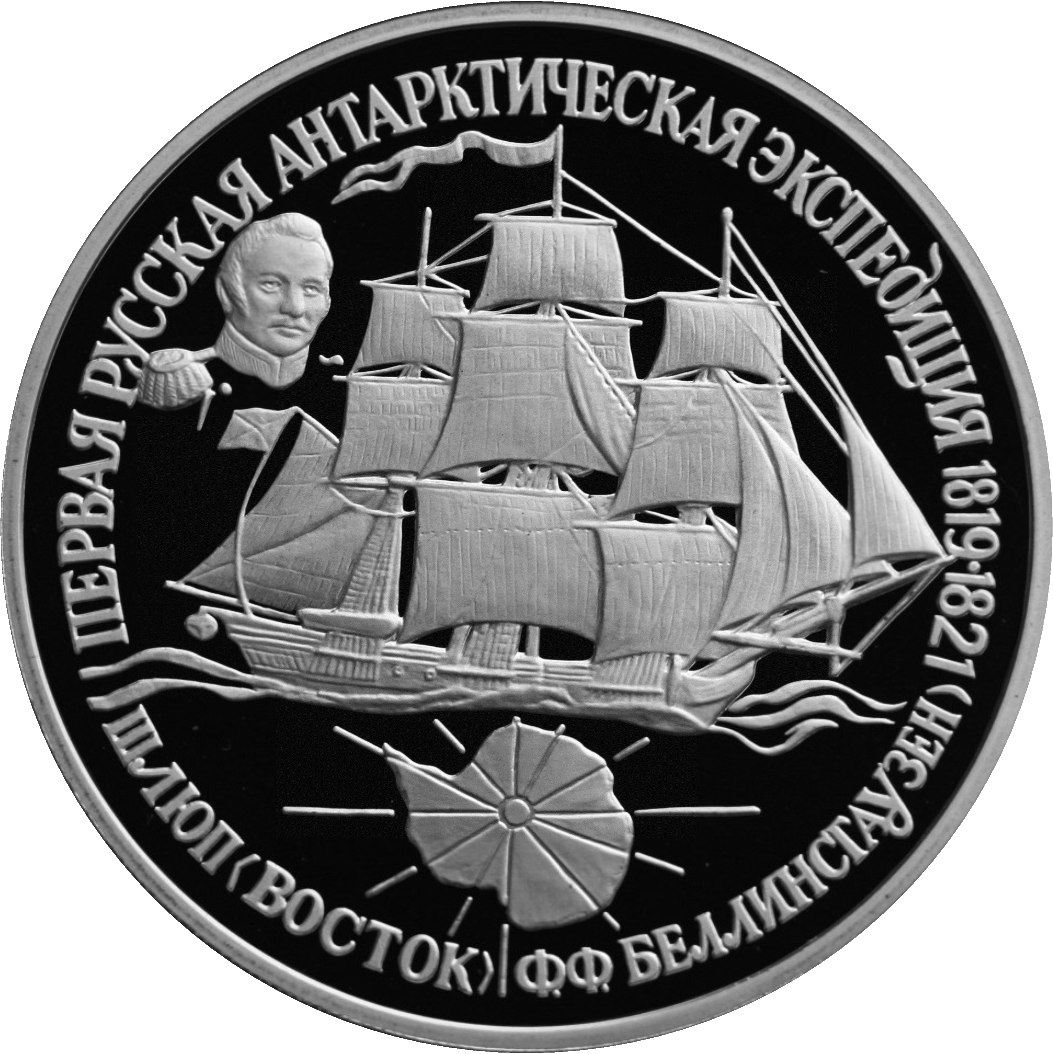
Монета Банка России, 1994 г.
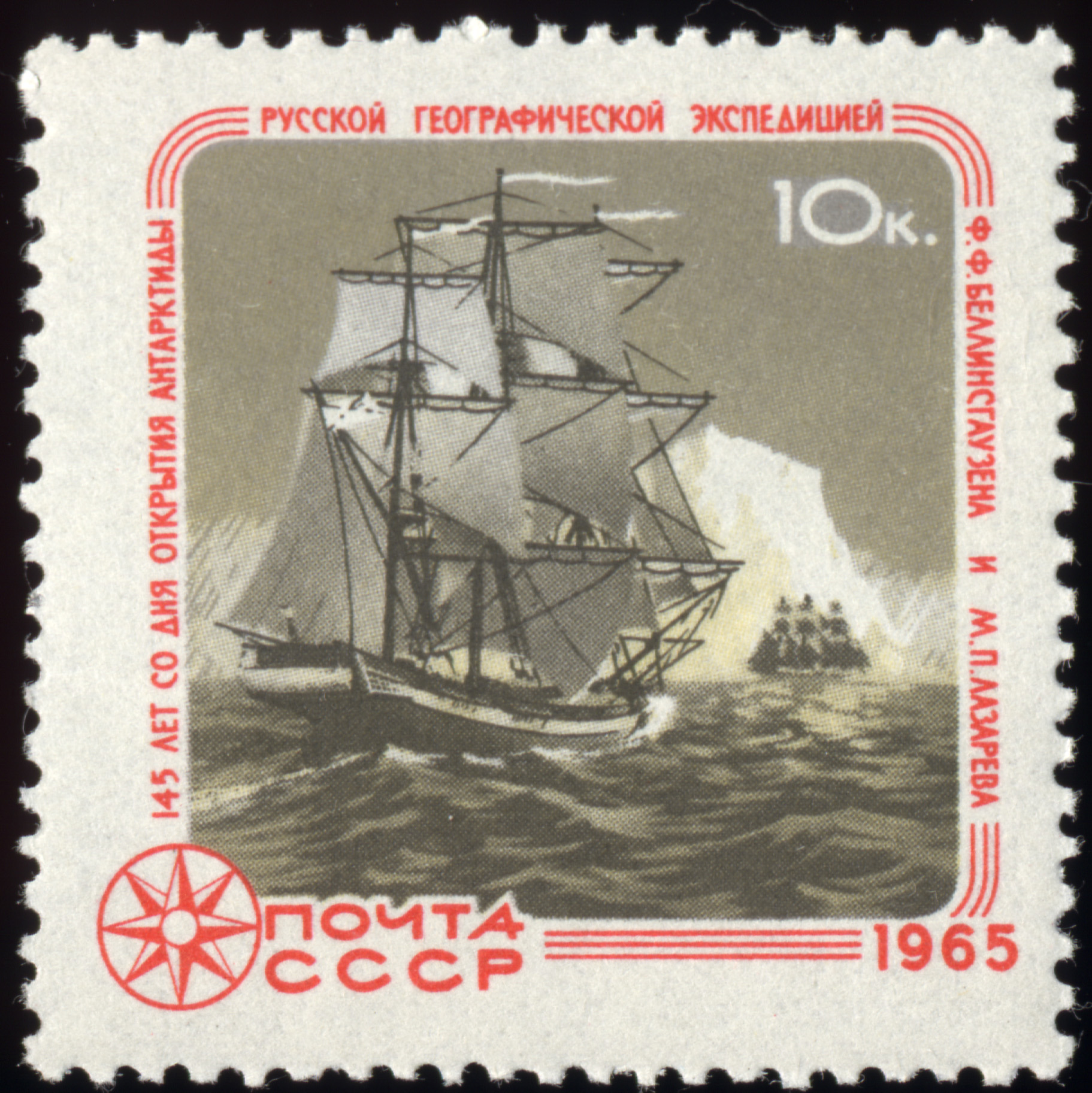
Почтовая марка СССР, 1965 год
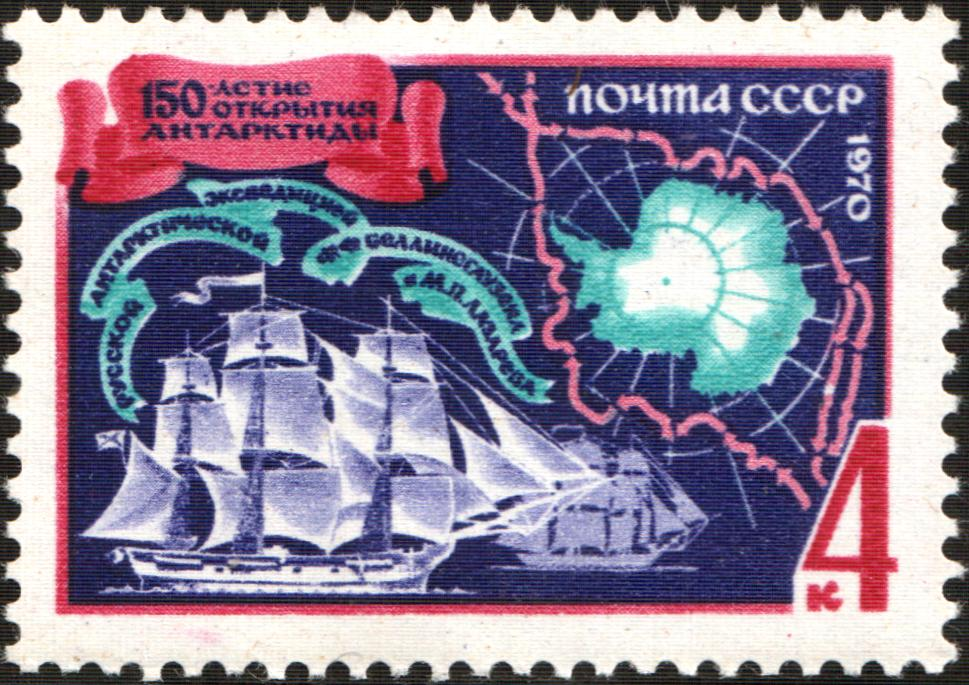
Почтовая марка СССР, 1970 год. 150-летие со дня открытия Антарктиды
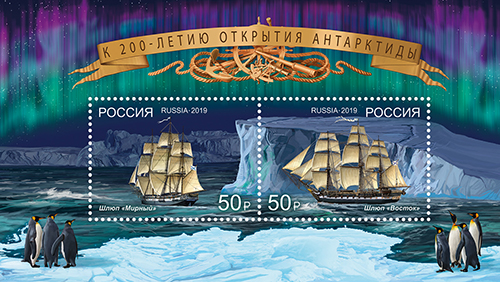
Изображены шлюпы «Восток» и «Мирный», на полях почтового блока - пейзаж Антарктиды. Художник-дизайнер И. Ульяновский.Почтовый блок России 2019 года.  (ЦФА [АО «Марка»] № 2496-2497)